# 图多南杰
图多南杰（藏語：ཀར་མ་མཏའུ་སྟོབས་རྣམ་རྒྱལ，威利转写：Kar ma mt'u stobs rnam rgyal，?—?），16世纪晚期西藏藏巴王朝的首领。
图多南杰是辛厦巴的儿子，他被认为是古代西藏却嘉王的转世。一些文献是指他是第巴藏巴，后藏的统治者，但他父亲的死亡的日期和他自己的继位年都不清楚。1586年，他居住在日喀则宗（城堡），接待了教士萨迦多吉尼玛巴藏普。萨迦多吉为了确保他的长命，对图多南杰执行并保护仪式护身符。图多南杰生子彭措南杰(1587 - 1620)。图多南杰的死亡时间尚不可知，1600年，后藏已经由他的弟弟丹松旺波治理。17世纪早期，彭措南杰已经成为在后藏藏巴权威真正的创始人。